# Fitz James O'Brien
Fitz James O'Brien (31 de diciembre de 1828 – 6 de abril de 1862) fue un cuentista y escritor irlandés. De la estirpe de Poe, Bierce y Lovecraft, es considerado uno de los precursores de la ciencia ficción. Su vida fue tan legendaria como su literatura.

## Vida y obra
Su nombre real era Michael O'Brien, y nació en el Condado de Cork, aunque su familia se trasladó pronto al Condado de Limerick, Irlanda. Se educó en la Universidad de Dublín, y se cree que se enroló durante un tiempo en el ejército británico. Al acabar sus estudios marchó a Londres, y en el espacio de dos años dilapidó la cuantiosa herencia que le había correspondido (unas 8000 libras de la época), mientras que editaba un periódico para ayuda de la guerra. Hacia 1852 viajó a los Estados Unidos, siendo entonces cuando cambió su nombre por Fitz James. A partir de ese momento, dedicó todos sus esfuerzos a la vida bohemia y a la literatura.
Ya en la escuela había demostrado una cierta aptitud hacia la poesía, y dos de sus poemas Loch Ine y Irish Castles fueron publicados en The Ballads of Ireland (1856).
Toda su obra apareció en prensa. Sus primeros escritos en los Estados Unidos fueron colaboraciones para el periódico Lantern, entonces editado por John Brougham. Posteriormente escribió para el Home Journal,  The New York Times y la American Whig Review. 
Su primera vinculación literaria importante fue con la revista Harper's Magazine, iniciándose en febrero de 1853 con The Two Skulls, (“Las dos calaveras”). Contribuyó a esta revista con más de sesenta trabajos en prosa y verso. Escribiría asimismo para New York Saturday Press, Putnam's Magazine, Vanity Fair y el Atlantic Monthly.
O’Brien también escribió obras de teatro, con escasa fortuna.
Su vida social en la ciudad de Nueva York fue muy intensa. En las veladas se relacionó con los bohemios de entonces, que le juzgaban “el alma de la fiesta”.
Con motivo de la Guerra de Secesión, en 1861 se alistó para el ejército unionista, en la Guardia Nacional, con el propósito de ser enviado al frente. No tardó en distinguirse en combate, alcanzando el grado de capitán. Fue gravemente herido en una escaramuza en febrero de 1862, y estuvo agonizando hasta el mes de abril. Murió, en Cumberland, Maryland, a los 33 años.
Su amigo William Winter reunió sus poemas y cuentos en el volumen The Poems and Stories of Fitz James O'Brien (Boston, 1881), al que se añadieron los recuerdos personales de los allegados que le sobrevivieron.
Entre sus narraciones, muy psicológicas y dotadas de un estilo ágil y eficaz, cabe destacar su relato fantástico más importante, La lente de diamante, que trata de un universo microscópico poblado de encantadores seres y El forjador de milagros ("The wonder smith"). Dichos relatos han sido considerados antecedentes de la literatura de ciencia ficción. Otro cuento suyo ¿Qué fue eso? ("What was it?") se dice que sirvió de inspiración a Guy de Maupassant para su cuento de terror “El Horla”.